# Lena Sadler
Lena Celestia Kellogg Sadler (Calhoun, Míchigan, 9 de junio de 1875 — Chicago, Illinois, 8 de agosto de 1939) fue una médica estadounidense, cirujana y obstetra, líder en temas sobre la salud de la mujer.

## Primeros años
Lena Kellogg nació en el Condado de Calhoun, Míchigan.

## Logros
Asistió a un obstetra en Columbus Hospital y el Hospital Infantil Memorial, compañera del Colegio Americano de Cirujanos, Asociación Médica Estadounidense, médico de la Mujer de la Asociación Internacional, Director Asociado, Instituto de Investigación y Diagnóstico de Chicago; cooperó en la fundación de la Asociación de Mujeres Médicas de América, (Secretaria 1925-1926 y Presidente 1934), Club de Mujeres en Illinois Federation, fue presidente en el Departamento de Salud Pública y Bienestar Infantil en el año 1926, secretaria en 1924-1925 y después presidente del Consejo de la Mujer Médico de Chicago, estuvo en la Sociedad Médica del Estado de Illinois, Club Chicago de la mujer, y finalmente en la Federación Americana de Soroptimistas y la mujer de Lakeview club.

### Educación y vida personal
Después de completar su educación literaria, enseñó durante dos años, y luego tomó la profesión de enfermería. Fue en el ejercicio de estudios profesionales como una enfermera que conoció a su esposo, William Samuel Sadler, y se casaron en 1897. Después de su matrimonio, el interés activo que ambos habían tomado en materia de salud volvieron su atención hacia la profesión de la medicina. Ellos continuaron sus estudios de medicina en conjunto, y se graduó con honores en American Medical Missionary College (Universidad Estatal de Illinois) en 1906. Tuvieron un hijo que nació en 1907, llamado William Samuel Sadler, Jr. Fue una de muchos activistas que trabajaron diligentemente para reconocer las contribuciones de las mujeres como profesionales en el campo médico y científico.
Durante veinte años, Lena y su esposo William, trabajaron en las labores de rescate de misión para Seventh-day Adventist Missions en Chicago y San Francisco. Lena se concentró en ministrar a las mujeres detenidas en las cárceles de Chicago. Ella y su familia recorrieron el Circuito Redpath Chautauqua anualmente, dando una conferencia sobre la salud. Sadler, acompañada por su familia, viajó a París para estudios de postgrado en 1928.
En la década de 1920 los esposos Sadler convocaron un grupo de amigos en su casa que con el tiempo llegó a ser conocido como el Foro, el grupo que recibió los documentos que formaron el Libro de Urantia.
En esa misma época preparó una historia de mujeres médicos en Illinois, y dirigió el estudio de las parteras de Chicago bajo los auspicios del Departamento de Salud de Chicago. Como presidente de Bienestar Infantil de la Federación de Illinois de Clubes de Mujeres en 1925 y 1926, jugó un papel decisivo en llevar a cabo trabajo de cooperación entre las cuatro grandes organizaciones del Estado - la Illinois State Medical Society, la Sociedad Estatal de Illinois Dental, el Estado Departamento de Salud Pública, y los Clubes de Mujeres de Illinois Federación - en un proyecto de salud unificado para el
Estado. Como Presidente de Estado de Salud Pública y Bienestar del Niño, hizo hincapié en la salud pública para los adultos como para los niños. En un artículo en el Chicago Tribune del 22 de enero de 1928, titulada "Woman's Club Annals Reveal Service to City", "Una fuente igual de orgullo con este registro incompleto, en los círculos del club, puede ver la lista de miembros prominentes de los años anteriores y que incluye a la señora J. Paul Bueno, el Dr. Lena Sadler, Jane Adams..."
Bertha Van Hoosen, el Cirujano Míchigan Petticoat, recuerda: "En 1892, Chicago y la práctica de la medicina eran tan nuevos para mí que ni siquiera era consciente de la lucha que las mujeres médicos se daban en el momento de la representación en la World Columbian Fair. Cuando la Hackett Sarah Stevenson descubrió que a las mujeres médicos no se les permitía participar mayoritariamente de todas las ferias, reunió sus fuerzas y logró adquirir la exhibición estatal del Hospital de la mujer. Edificio en el que las
mujeres médicos dieron los primeros auxilios y miles de pacientes tratados... Cuarenta años más tarde, cuando los arreglos para el Siglo del Progreso se habían completado, los médicos mujeres fueron excluidas de nuevo. En protesta, la doctora Lena Sadler dijo “me dirigí a la gestión, por la representación y el espacio de la exposición en el Hall of Science. Se nos dijo que, como no había habido ningún acuerdo para una exposición sobre Higiene de la Madre, podíamos presentar una solicitud de este tipo de exposiciones. Sin embargo, había una docena de solicitudes para el espacio, y si lo queríamos, teníamos que competir por presentar un modelo perfecto de una exhibición de higiene maternal con todas las especificaciones. Con la ayuda de un grupo organizado a toda prisa, las mujeres de ciencias médicas, dentales y de sus aliados, presentamos un modelo tan fascinante que nos dieron el espacio...” "La financiación es más difícil -. Tan difícil que el Dr. Sadler y yo nos encontramos casi en solitario en el proyecto Mi programa democrático, teníamos que recoger un dólar cada mujer de la ciencia médica, dental y de sus aliados en los Estados Unidos, pero el Sadler dijo: 'No, no. Eso es un largo y duro trabajo. Iremos a Lane Bryant y pediremos que les permitan exhibir sus vestidos de maternidad. Iré a Vanta, y luego al corsé maternidad Camp. Estas empresas deben pagar $500 por el privilegio de exhibir sus productos ... para mi asombro, el plan de Sadler nos trajo $6.000 en un par de semanas para que la Asociación médica, Dental y Afines Ciencias de la Mujer para el Siglo del Progreso fue capaz de patrocinar y proporcionar un stand sobre Higiene materna en el Salón de la Ciencia, un puesto en la Historia de la Mujer en Medicina en la Sala de la Ciencia Social, y un stand dedicado al bienestar de la infancia en la Isla del Encanto".

## Obras publicadas
Autor de Cómo alimentar al bebé, y coautora de varios libros, como La verdad sobre la sanación mental, La mujer y el hogar y La madre y su hijo entre otros. Contribuyó en numerosos artículos de salud para las revistas más importantes.